# Triennale
Der Ausdruck Triennale („alle drei Jahre“) bezeichnet eine alle drei Jahre stattfindende Veranstaltung. Es handelt sich hierbei um Ausstellungen, Wettbewerbe, Festspiele oder Präsentationen im künstlerischen oder kulturwirtschaftlichen Bereich.
Das Wort setzt sich zusammen aus dem lateinischen tres, tria bzw. griechischen treis, tría „drei“ und dem lateinischen annus „Jahr“.
Beispiele für derartige Veranstaltungen sind die Ruhrtriennale, die Triennale der Photographie in Hamburg oder die MusikTriennale Köln. Die Ruhrtriennale wird dabei ihrem Namen eigentlich nicht gerecht, da zwar alle drei Jahre der Intendant des Festivals wechselt, aber jedes Jahr Veranstaltungen angeboten werden.
Vergleiche dazu die Biennale, die einen zweijährigen Wiederholungszeitraum aufweist.

## Bekannte Triennalen

### Europa
- Triennale Kleinplastik, Fellbach bei Stuttgart (D)
- Triennale der Karikatur[1] in Greiz, Thüringen (D)
- Ruhrtriennale (Kulturveranstaltungen im gesamten Ruhrgebiet, D)
- Projektions-Triennale Lichtsicht in Bad Rothenfelde (D)
- Triennale in Brügge (Belgien)
- Triennale Linz (Gegenwartskunst in Österreich), Linz (Österreich)
- Triennale Grenchen (Originaldruckgrafik, Art Limited – Multiple Art), Grenchen (Schweiz)
- La Triennale di Milano (Design), Mailand (Italien)[2]
- Triennale della Casa dell’Architettura, Rom (Italien)
- Torino Triennal of Contemporary Art, Turin (Italien)

### Amerika
- Quebec Triennal at the Montreal Museum of Contemporary Art, Montreal (Kanada)

### Asien
- Guangzhou Triennial (Moderne Kunst), Guangzhou (China)
- Hangzhou Triennial of Fiber Art, Hangzhou (China),[3] erstmals veranstaltet 2013
- Triennale India (Moderne Kunst), New Delhi (Indien)
- Echigo-Tsumari Art Triennale, Niigata (Japan)
- International Triennale of Contemporary Art, Yokohama (Japan)[4]

### Australien
- Asia–Pacific Triennale of Contemporary Art (APT), Brisbane, Queensland (Australien)[5]

## Belege
1. ↑  8. Triennale der Karikatur, Deutschlandradio Kultur vom 6. Juni 2015
2. ↑  Triennale di Milano
3. ↑  Hangzhou Triennial of Fiber Art (mit 138 Fotos der Exponate). artintern.net (艺术国际), archiviert vom Original am 29. Oktober 2013; abgerufen am 22. Oktober 2013.  Info: Der Archivlink wurde automatisch eingesetzt und noch nicht geprüft. Bitte prüfe Original- und Archivlink gemäß Anleitung und entferne dann diesen Hinweis.
4. ↑  2. Triennale in Yokohama 2005 (Memento des Originals vom 3. Juli 2006 im Internet Archive)  Info: Der Archivlink wurde automatisch eingesetzt und noch nicht geprüft. Bitte prüfe Original- und Archivlink gemäß Anleitung und entferne dann diesen Hinweis.
5. ↑  Asia–Pacific Triennale of Contemporary Art (Memento des Originals vom 9. April 2013 im Internet Archive)  Info: Der Archivlink wurde automatisch eingesetzt und noch nicht geprüft. Bitte prüfe Original- und Archivlink gemäß Anleitung und entferne dann diesen Hinweis.